# Johann Täubl
Johann Täubl (* 22. Dezember 1914 in Krieglach/Steiermark; † 12. Jänner 2001 ebenda) war ein österreichischer Komponist und Musikpädagoge.

## Leben
Johann Täubl war Sohn einer vielköpfigen Bauernfamilie und war mit zwölf Jahren Chorsänger in Graz. Während des Besuchs des Humanistischen Gymnasiums Graz erhielt er Unterricht in Klavier und Chorgesang bei Anton Faist und Anton Walter. Nach seiner Matura im Jahr 1935 und der Ergänzungsmatura im Jahr 1939 ebenda erhielt er noch im selben im Jahr eine Anstellung als Volksschullehrer in Hieflau. Im selben Jahr wechselte er an die Volksschule St. Ilgen, wo er bis 1945 unterrichtete.
Danach studierte er bis zum Jahr 1948 am Johann-Joseph-Fux-Konservatorium des Landes Steiermark Komposition bei Waldemar Bloch und Orgel bei Franz Illenberger sowie von 1956 bis 1960 an der Universität für Musik und darstellende Kunst Wien Komposition bei Karl Schiske.
Im Jahr 1955 war Täubl Mitbegründer der Musikschule Krieglach und leitete diese bis zum Jahr 1980. Zudem war er in den Jahren von 1960 bis 1976 Direktor der Krieglacher Volksschule. Des Weiteren leitete er von 1945 bis 1980 den Singkreis und von 1964 bis 1986 den Orchesterverein Krieglach.

„Meine ersten Kompositionen waren weitgehend von der Spätromantik bestimmt, nach dem Unterricht bei Prof. Schiske komponierte ich auch im Stil der Dodekaphonie. Die späteren Werke sind wieder weniger in diesem Stil. Die Volksliedsätze sind dem alpenländischen Volkslied angepaßt. Wegen beruflicher Überlastung (Leiter einer Volksschule mit 15 Klassen und einer Musikschule mit 250 Schülern) hatte ich von 1960 an kaum Zeit zum Komponieren; daher die geringe Anzahl von Werken aus dieser Zeit.“

## Auszeichnungen (Auswahl)
- 1950: Verleihung des Josef Marx Preises[2]
- 1973: Verleihung des Titels Professor durch die Republik Österreich[3]
- 1986: Ehrenbürger der Marktgemeinde Krieglach[3]

## Werke
- Festmesse in D – für Sopransolo, gemischten Chor, Orgel und Bläser (1942/1943)[4]
- Ave Maria – Solo für Orgel und Solostimme Sopran (1943)[4]
- Offertorium für das Dreikönigsfest – für Altsolo, gemischten Chor, kleines Orchester und Orgel (1946)[4]
- Offertorium für Pfingstsonntag – für Altsolo, gemischten Chor, kleines Orchester und Orgel (1946)[4]
- Festliche Dankmesse – für Sopran-, Alt- und Baritonsolo, gemischten Chor, Orchester und Orgel (1947/1948)[4]
- Menuett in modo classico – für Streichquartett (1950)[4]
- Festfanfare – für 14 Bläser und Pauken (1950)[4]
- Psalm 60 – für Mezzosopran, Bariton, gemischten Chor und großes Orchester (1950)[4]
- Heitere Variationen über ein bekanntes Volkslied – für gemischten Chor und kleines Orchester (1952)[4]
- Kleine Messe in a – für gemischten Chor und Orgel (1953)[4]
- Ecce sacerdos – Hymnus für gemischten Chor, Orgel, fünf Bläser und Pauken (1954)[4]
- Drei Lieder für Sopran und Klavier (1955)[4]
- Psalmenkantate – für Sopran, Bariton, gemischten Chor und großes Orchester (1956/1957)[4]
- Die Heimat – für dreistimmigen Frauenchor nach Texten von Peter Rosegger (1958)[4]
- Kleine Invention und Fuge für Klavier (1958)[4]
- Burleske für Klavier (1958)[4]
- Heimat – für dreistimmigen gemischten Chor nach Texten von Max Mell (1958)[4]
- Scherzo für Violine (1959)[4]
- Variationen über ein eigenes Thema für Klavier (1960)[4]
- Deutsche Messe – für gemischten Chor (1978)[4]
- Erkenntnis – für gemischten Chor, 5 Bläser und Pauken nach Texten von Peter Roseger (1983)[4]
- Volkslieder und Jodler aus der Waldheimat – für gemischten Chor (1988)[4]
- Was die Liab olls is – für gemischten Chor nach Texten von Peter Roseger (1988)[4]
- Aus hartem Weh – für gemischten Chor (1988)[4]
- Wachet auf! – für gemischten Chor (1988)[4]
- Gloria – für gemischten Chor (1993)[4]
- An die Heimat – für gemischten Chor und Bläsergruppe (1993)[4]
- Kleine Adventkantate – für gemischten Chor und Kinderchor (1993)[4]
- Variationen über ein altes Adventlied – Duo für Violine und Viola da Gamba (1994)[4]
- Variationen über ein eigenes Thema im Zwölftonsatz – für 21 Bläser (1994)[4]